# Ядерна енергетика Австрії

́

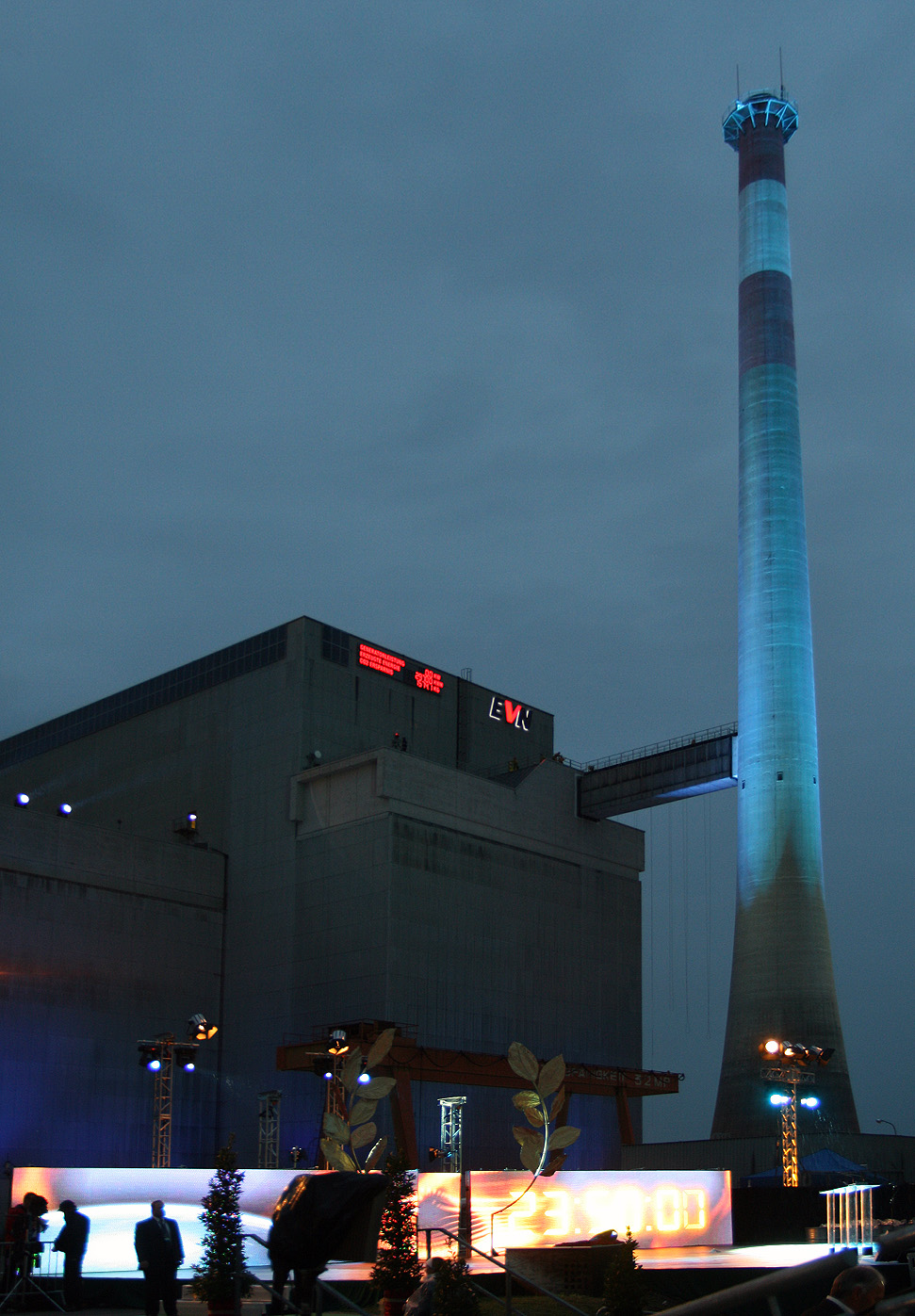
Місце Цвентендорфської атомної електростанції у 2009 році

До Державного договору Австрії 1955 року в країні була заборонена будь-яка діяльність у сфері ядерної енергетики. У 1956 році федеральний уряд заснував «Österreichische Studiengesellschaft für Kernenergie GmbH» і доручив йому створити «енергетичний реактор як навчальну модель». За підтримки Комісії з ядерної енергії США в 1960 році був побудований ядерний реакторний центр поблизу Зайберсдорфа, на південний схід від Відня.
У 1960-х роках австрійський уряд розпочав програму ядерної енергетики, а парламент одностайно наказав побудувати атомну електростанцію. У 1972 році німецька компанія KWU почала будівництво киплячого реактора потужністю 700 МВт на атомній електростанції Цвентендорф. У 1976 році, за два роки до відкриття атомної електростанції, уряд розпочав програму інформування громадян про переваги та безпеку ядерної енергії. Однак ця кампанія поклала початок публічній дискусії, яка призвела до великих демонстрацій проти станції Цвентендорф у 1977 році. Для компенсації потужності незапущеної станції були побудовані дві вугільні електростанції.
15 грудня 1978 року австрійський парламент проголосував за заборону (BGBI. № 676) на використання ядерного розщеплення для енергозабезпечення Австрії до березня 1998 року. Цей закон також забороняє зберігання та транспортування ядерних матеріалів в Австрії або через неї. В Австрії продовжували обговорювати ядерну енергетику, і деякі політики прагнули скасувати заборону ядерної енергії. Однак після аварії на Чорнобильській АЕС у 1986 році спроби скасувати заборону затихли. 9 липня 1997 року австрійський парламент одноголосно ухвалив закон про те, щоб залишатися антиядерною країною.
У 2012 році Австрія закликала Європу відмовитися від ядерної енергетики. Австрія особливо намагалася тиснути на Чехію, щоб вона демонтувала АЕС Темелін поблизу австрійського кордону. Чехія захищає атомну електростанцію як безпечну та кращу за альтернативи, такі як залежність від вугілля, газу та нафти.
У 2022 році Австрія подала судовий позов, щоб заборонити Європейському Союзу включити ядерну енергетику до категорії зелених інвестицій. Леонора Гевсслер, федеральний міністр Австрії з питань захисту клімату, заявила, що це «зелене відмивання». Захисники категоризації бачать ядерну енергію, яка виробляє низькі викиди вуглецю порівняно з багатьма джерелами енергії, як ключ до скорочення викидів парникових газів.

## Перелік реакторів
| Назва       | Блок №. | Реактор | Реактор      | Статус                           | Чиста потужність (MW) | Початок будівництва | Комерційне використання | Закриття         |
| Назва       | Блок №. | Тип     | Модель       | Статус                           | Чиста потужність (MW) | Початок будівництва | Комерційне використання | Закриття         |
| ----------- | ------- | ------- | ------------ | -------------------------------- | --------------------- | ------------------- | ----------------------- | ---------------- |
| Цвентендорф | 1       | BWR     | BWR-69 (KWU) | Завершений; ніколи не запускався | 878                   | квітень 1972        |                         | 5 листопада 1978 |
| Цвентендорф | 2       | BWR     |              | Не будувався                     |                       |                     |                         |                  |
| Санкт-Андре | 1       | BWR     |              | Не будувався                     | 1000 МВт              |                     |                         |                  |
| Штайн       | 1       | BWR     |              | Не будувався                     | 1300 МВт              |                     |                         |                  |

## Зовнішні посилання
- 1969–1978: Atomkraftwerke in Österreich